# Formatge processat

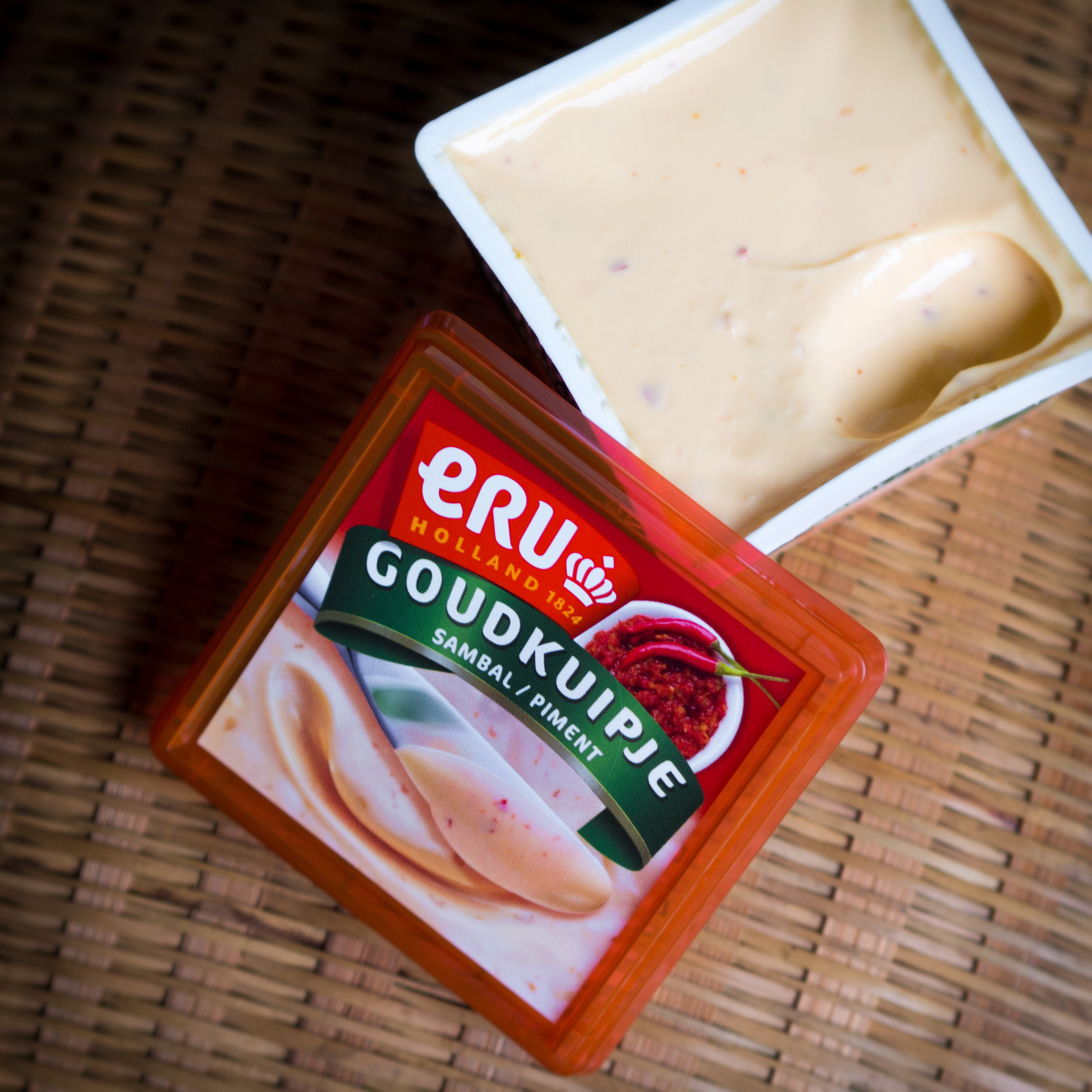
Formatge processat que conté pasta de chilli

El formarge processat, (en anglès: Processed cheese i també prepared cheese, cheese product, plastic cheese, alchemy cheese o cheese singles) és un producte alimentari fet a base de formatge (i de vegades inclou altres productes alimentaris no fermentats, subproductes lactis, emulsidors, olis vegetals, colorants i/o xerigot o sucre. Com a resultat d'això, existeixen moltes variants, gustos, colors i textures de formatge processat. La seva invenció s'atribueix a Walter Gerber de Thun, Suïssa l'any 1911.

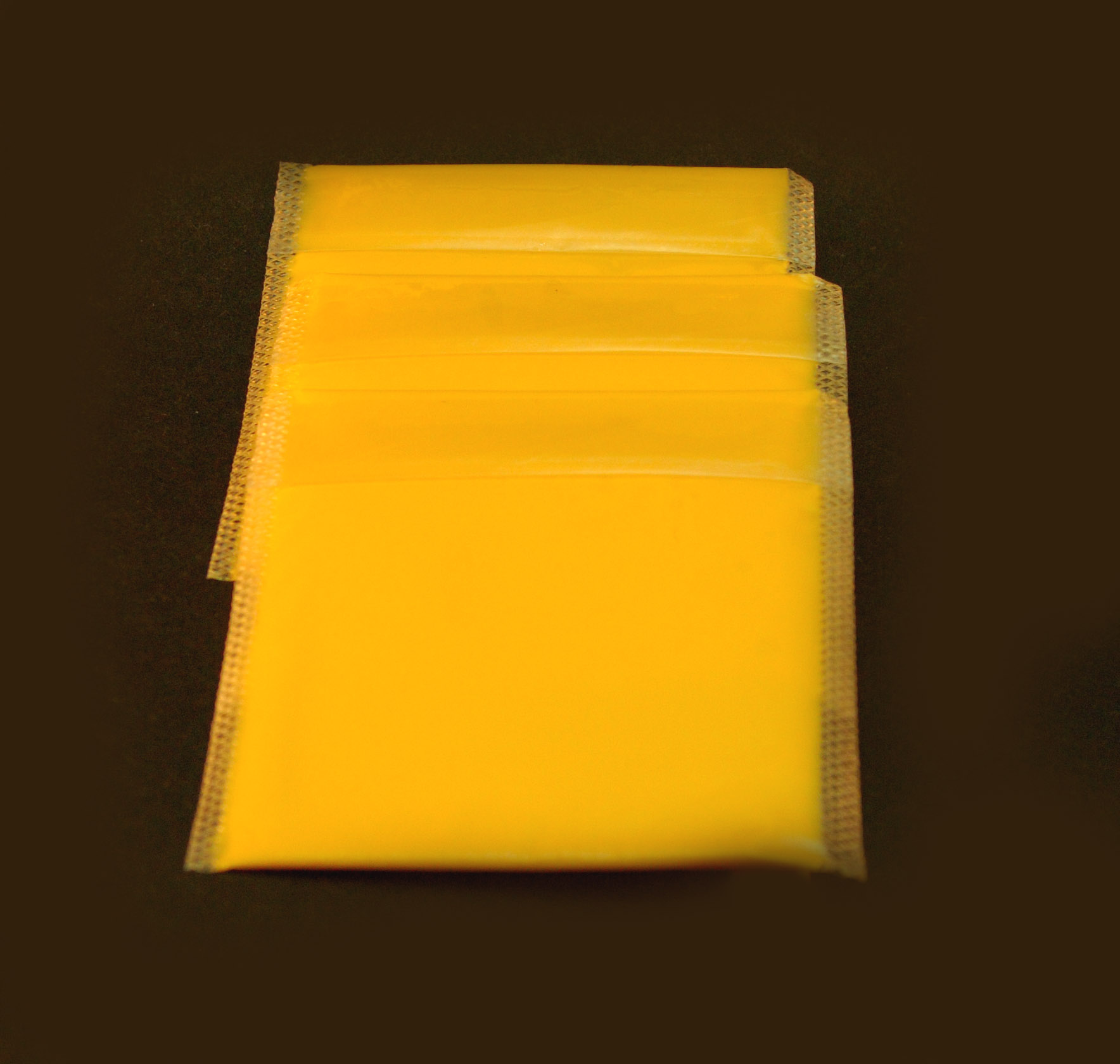
Formatge processat americà

Els formatges processats tenen diverses avantatges sobre el formatge natural, incloent: durada més llarga del tempsde vida del producte; resistència a separar-se en les fases sòlida i líquida durant la cocció; i un aspecte i comportament uniforme. També té un cost inferior al de la producció del formatge convencional.
La qualitat dels formatges processats és molt variable (alguns crítics dels formatges processats embolicats en diuen embalmed cheese, formatge embalsamat), algunes varietats de formatges naturals segueixen sent les més valorades.
L'any 1916, James L. Kraft aplicà per primera vegada una U.S. patent per a un mètode de processar formatge. Kraft Foods desenvolupà i comercialitzà el primer formatge processat l'any 1950. Aviat es van utilitzar en els cheeseburgers i sandvitxos de formatge per la seva capacitat de ser cuinats sense perdre les propietats dels formatges com si que ocorre en casos com el formatge cheddar. El primer formatge processat en llesques embolicades individualment va ser fet per Clearfield Cheese Co. el 1956.